# Bergamotto (aspetti medici)
Il Citrus bergamia Risso o bergamotto ha un'ampia letteratura scientifica che ne testimonia le notevoli proprietà di fitoterapico.
Diversi sono gli ambiti medici cui è stato studiato.

## Usi clinici

### Anestetico
Essenza defurocumarinizzata: (su parti non escoriate) miscelato tra 1% e il 5% in vaselina o alcool, come blando anestetico locale per lenire i dolori reumatici e da contusione.

### Antisettico e antibatterico
Essenza defurocumarinizzata: può essere usata pura come lenitivo naturale ed in miscela al 10% con l'alcool etilico come forte disinfettante. Gli estratti flavonoidi di Citrus bergamia mostrano notevole attività antibatterica sui batteri Gram-negativi Escherichia coli, Pseudomonas putida, Salmonella enterica, sui batteri Gram-positivi Listeria innocua, Bacillus subtilis, Staphylococcus aureus, Lactococcus lactis ed anche sul lievito Saccharomyces cerevisiae.

Le concentrazioni minime inibenti delle frazioni e dei flavonoidi puri, neoesperidina, esperetina (aglicone), neoeriocitrina, eriodictiolo (aglicone), naringina e naringenina (aglicone), sono risultati essere nell'intervallo da 200 a 800 mcg/ml. La buccia di bergamotto è quindi una potenziale fonte di antimicrobici naturali attivi contro diversi batteri.

### Antimalarico
Storicamente è stato usato in Calabria, come rimedio popolare nel trattamento della malaria.

### Antidislipidemico
Il Citrus bergamia Risso o bergamotto, ha mostrato un notevole grado di attività ipocolesterolemizzante e antiossidante sui ROS, ciò per la presenza di alcuni flavanoni che possono agire come statine naturali.

#### Meccanismo d'azione
Infatti, il Citrus bergamia si differenzia dagli altri agrumi per il particolarmente elevato contenuto di alcuni composti. La sua attività ipolipemizzante è attribuita a diversi flavonoidi, ma gli esatti meccanismi coinvolti nella sua capacità di ridurre i lipidi circolanti nell'uomo rimangono poco chiari.
La neoesperidina (PHN) contenuta nel Citrus bergamia mostra di ridurre, in un modello animale (topo), significativamente il glucosio a digiuno, la glicemia, e le proteine sieriche glicosilate, insieme ai trigliceridi sierici, colesterolo totale e il livello di leptina serica.
L'attivazione della via AMPK e la regolazione dei suoi geni bersaglio, tra cui SCD-1, FAS, e Acox, può giocare un ruolo importante negli effetti ipoglicemici e ipolipemizzanti della neoesperidina in vivo, essa può avere un grande potenziale nella prevenzione del diabete e delle sue complicanze.
Nel 2007 ricercatori giapponesi hanno dimostrato su topi, che l'esperetina e la naringenina hanno l'effetto fisiologico di aumentare l'ossidazione epatica degli acidi grassi attraverso una sovra-regolazione (upregulation) dell'espressione genica degli enzimi coinvolti nella beta-ossidazione dei perossisomi nei topi. Ciò può spiegare la capacità di questi flavonoidi nell'abbassare i livelli di trigliceridi, colesterolo, fosfolipidi e acidi grassi liberi.
I flavonoidi coniugati: brutieridina e melitidina sono stati recentemente estratti dal bergamotto e identificati come analoghi strutturali delle statine, hanno infatti la stessa relazione struttura-attività delle statine. Come queste sono capaci di ridurre la concentrazione dell'enzima chiave HMGR (3-Hydroxy-3-methylglutaryl-CoA Reductase).
Su ratti si è visto che estratti di Citrus bergamia  hanno inibito l'attività della HMG-CoA reduttasi e migliorato la vasodilatazione reattiva;  suggerendo così un approccio fitoterapico efficace nella lotta contro i disturbi iperlipemici e nell'iperglicemia.

#### Applicazione clinica
In alcuni pazienti, specie quelli con sindrome metabolica non riescono a raggiungere con la terapia con statine, i loro obiettivi di colesterolo LDL raccomandati, inoltre, vi possono essere molti effetti collaterali gravi.
Ciò ha spinto nel 2013 ricercatori, dell'Università degli Studi Magna Græcia di Catanzaro dell'Università di Roma Tor Vergata e dell'IRCCS San Raffaele di Roma, a dimostrare che nelle iperlipemie miste l'associazione tra una statina e gli estratti di Citrus bergamia (CBF) è in grado di far raggiungere il target lipidico al paziente dislipemico.  L'associazione si è mostrata più efficace della sola statina «nel ridurre i biomarcatori utilizzati per rilevare il danno ossidativo vascolare, suggerendo un multi-azione maggiore potenziale di BPF in pazienti in terapia con statine.»
I biomarcatori di danno vascolare ossidativo valutati dai ricercatori sono stati: malondialdeide, ossiLDL recettore LOX-1 e fosfoPKB. Inoltre, secondo gli autori, della sperimentazione condotta su 77 uomini, l'associazione statina e Citrus bergamia estratti è utile per ridurre i dosaggi utili della statina, limitandone così i frequenti ed importanti effetti collaterali.
Un'ulteriore conferma clinica è data dalla somministrazione, in 80 soggetti, di 150 mg/die di un preparato in succo di frutta a base di estratti di Citrus bergamia (Bergamot fruit juice). Questo ha migliorato in modo altamente significativo, dopo 6 mesi, il profilo lipidico e il profilo lipoproteico.

#### Uso in combinazione
Altri ricercatori suggeriscono un approccio di combinazione tra vari fitoterapici con meccanismi differenti e complementari e verosimilmente sinergici tra loro. Tra questi si suggeriscono per ridurre l'assorbimento dei lipidi dal intestino e/o aumentare la loro escrezione le fibre solubili, gli steroli vegetali, e i probiotici vitali.
Altri sono capaci di migliorare la captazione epatica di colesterolo tra questi la berberina, le proteine di soia.
Altri ancora sono capaci di inibire idrossi-Metil-Gglutaril coenzima A reduttasi e di conseguenza la sintesi epatica del colesterolo tra questi: la monacolina, il policosanolo, allicina, le proteine della soia e il bergamotto.